# ناصعات
الناصعاتأو نافخات البقر أو عائلة حفارات الأقناب ذات الرأس المسطح أو الحفارات مسطحة الرأس أو الخنافس الجواهرية أو حفارات الأقناب المعدنية أو فصيلة بابريستيدي (بالإنجليزية: Buprestidae)، هي فصيلة من الخنافس، ومعروفة باسم خنافس الحلي أو الخنافس المعدنية حافرة الخشب بسبب ألوانها المتقزحة اللامعة. وتعد تلك الفصيلة من أكبر فصائل الخنافس، مع اشتمالها على 15000 نوع معروفة في 450 جنسا. بالإضافة إلى ذلك، فقد تم وصف ما يقرب من 100 نوع من الحفريات. يقدِّر جامعو الحشرات خنافس الجوهرة الأكبر حجمًا والأكثر إدهاشًا في لونها. وعادةً ما تستخدم الأجنحة الغمدية لدى بعض أنواع الناصعات في صناعة حلي أجنحة الخنافس(beetlewing) وفي التزيين في بعض البلاد الأسيوية، كما في الهند وتايلاند واليابان.

## الوصف وعلم البيئة

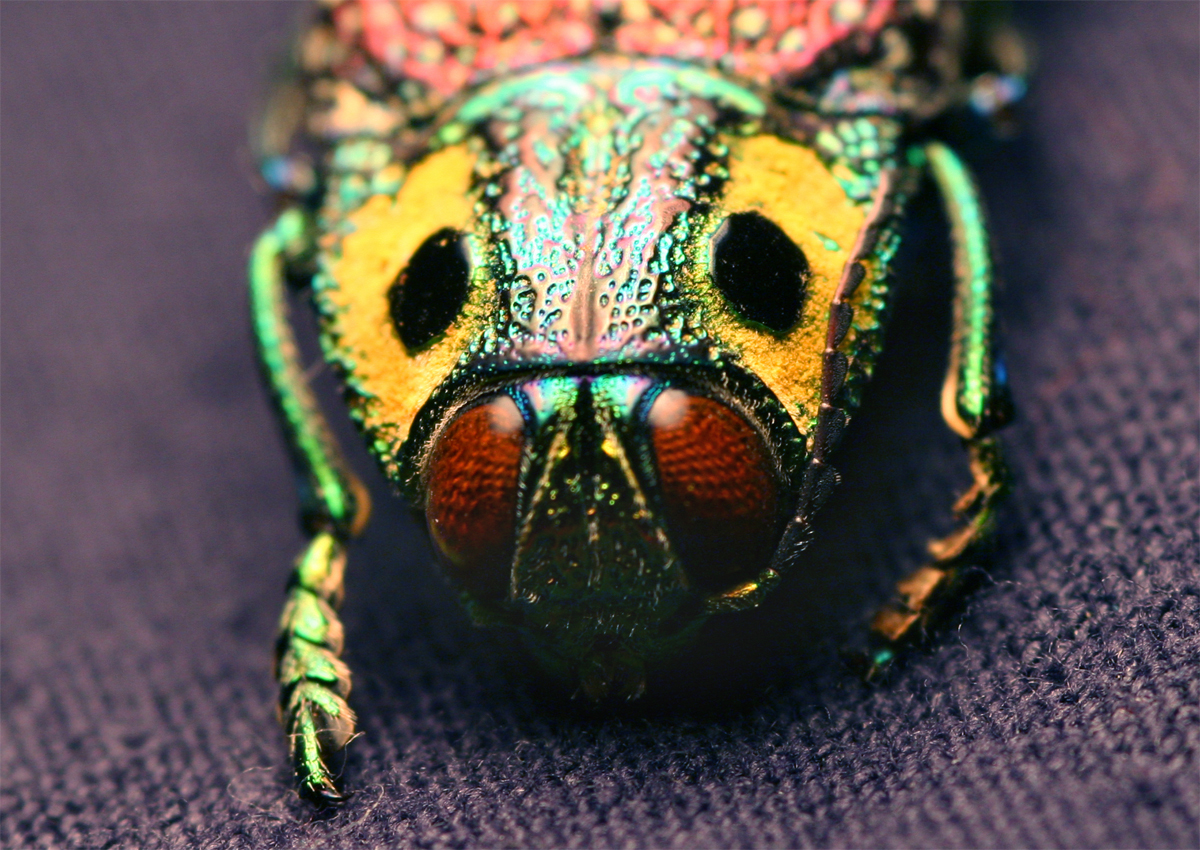
الرأس والصدر لدى Madecassia rotschildi (Chrysochroinae) من مدغشقر

ويكون شكلها بشكل عام أسطوانيًا أو مطولاً بيضاويًا بعض الشيء، بطول يتراوح ما بين 3&nbsp؛مم إلى طول 100&nbsp؛مم المثير للإعجاب، بالرغم من أن معظم الأنواع تكون أقصر من 20&nbsp؛مم.والمعروف تنوعه بالألوان الزاهية، وغالبًا ما تكون في أنماط معقدة. إن التقزح اللوني المعروف في تلك الخنافس لا تسببه أصباغ موجودة في الهيكل الخارجي، ولكنه تقزح جسدي حيث يقوم الملمس المجهري الموجود في بشرتهم بعكس ترددات محددة من الضوء بشكل انتقائي في اتجاهات معينة. وهو نفس التأثير الذي يجعل القرص المدمج يعكس ألوانًا عدة.
تحفر اليرقات في جذور أنواع مختلفة من النباتات، وجذوعها، وسيقانها، وأوراقها، بدءًا من الأشجار ووصولاً إلى الأعشاب. وتفضل الأنواع الحافرة للأخشاب بشكلٍ عام الفروع الميتة أو التي على وشك الموت أكثر من-تلك السليمة، بينما تهاجم أنواع قليلة الأخشاب الخضراء؛ وبعض تلك الحشرات تعد خطيرة إلى درجة أنها تستطيع قتل الأشجار وتتسبب في ضرر اقتصادي كبير. وتتعلق بعض الأنواع بالغابات المحروقة حديثًا لتضع فيها بيضها. كما تستطيع الشعور بدخان أخشاب الصنوبر من على بعد 50 ميلاً، ويمكنها رؤية ضوء الأشعة تحت الحمراء، مما يساعدهم على التركيز تركيزًا شديدًا كلما اقتربوا من حريق الغابة[بحاجة لمصدر]. وتقوم الخنافس بالعض إذا ما شعرت بالتهديد، ويمكنها الاجتماع بأسراب من الخنافس القارصة في الأماكن المحترقة حديثًا.

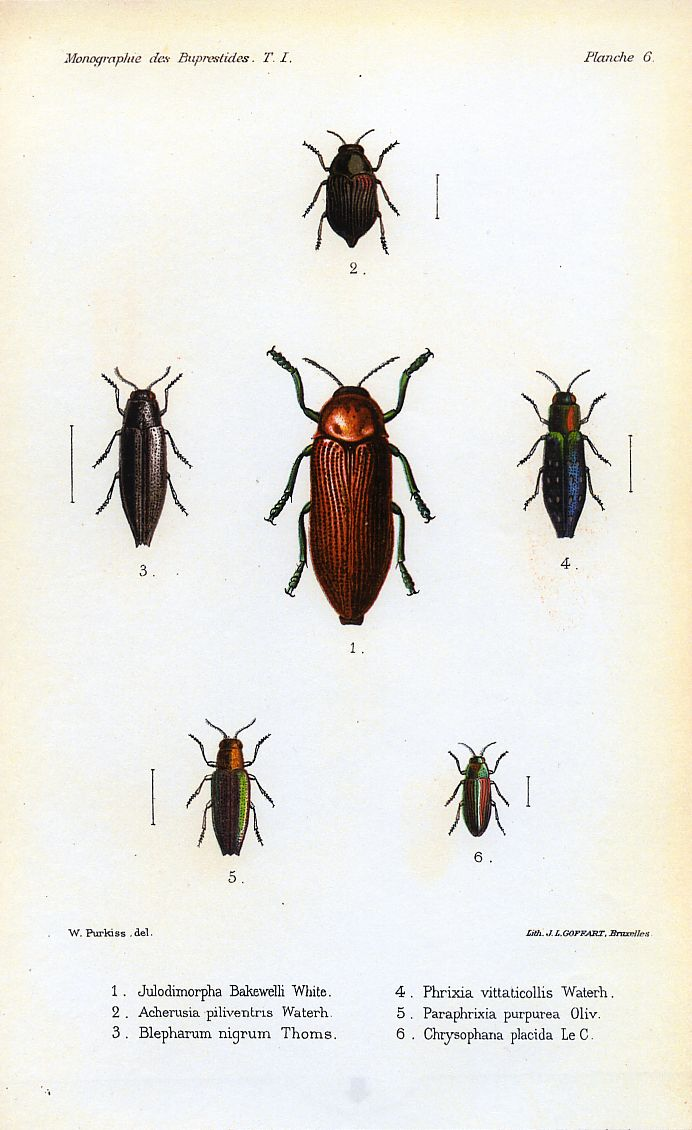
الناصعات (اليمين الوسطي واليسار السفلي)، فنزوزية (وسط) وPolycestinae (آخرين) من Charles Kerremans' Monographie des Buprestides
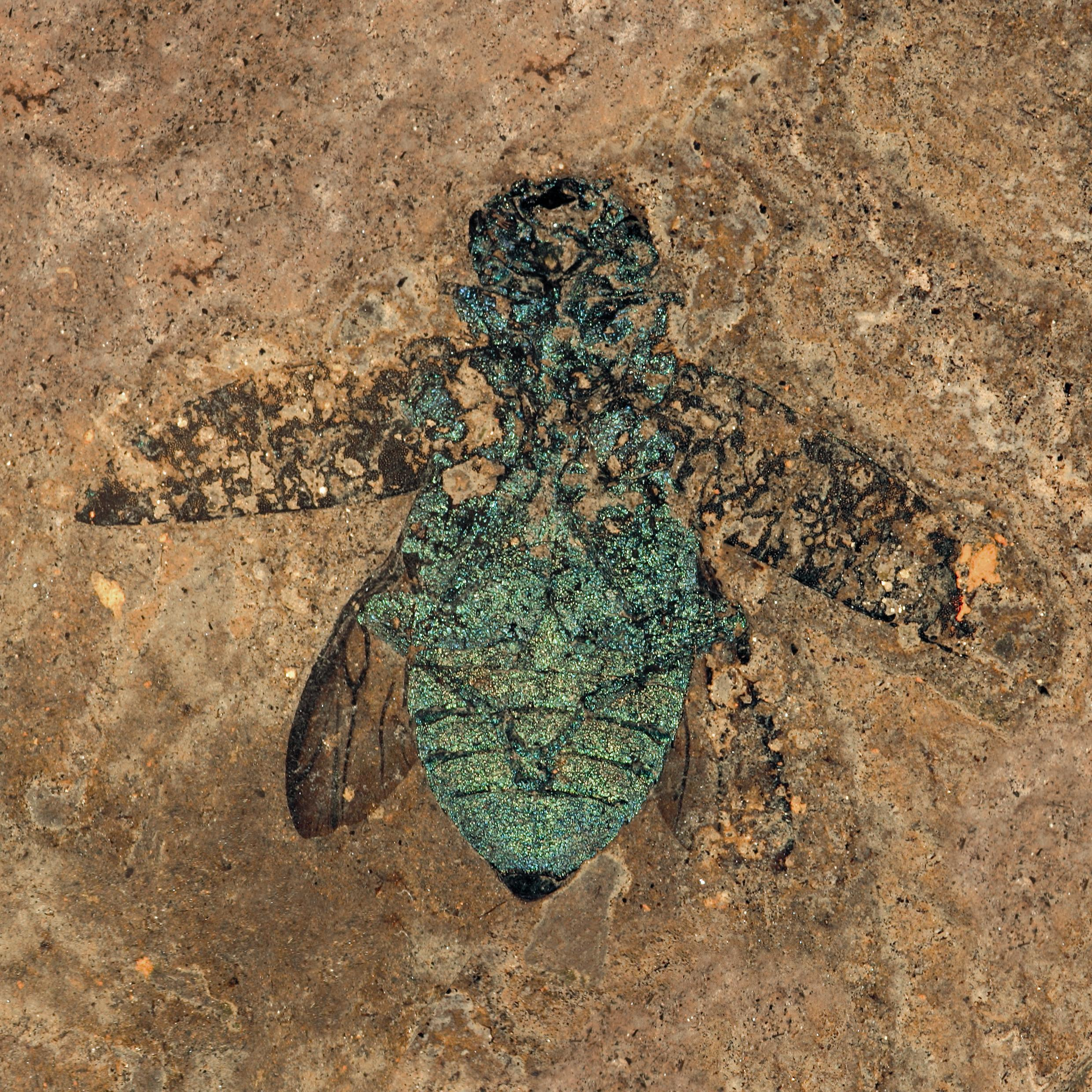
حفرية خنفساء الجوهرة من عصر الأيوسين، موجودة في ميسيل بيت (Messel Pit) (ألمانيا)

## علم التصنيف
لم يتم إنشاء تصنيف للخنفساء الجوهرة حتى الآن، بالرغم من أنه من الواضح وجود ما يتراوح من خمسة لستة أنساب، والتي يمكن أن تعتبر عائلات فرعية، مع احتمالية أن يكون قد حدث رفع لواحدة أو اثنيين من العائلات في حد ذاتها. بينما تعرف بعض الأنظمة والتقسيمات ما يصل إلى 14 عائلة فرعية.
والعائلات الفرعية الشائعة المتفق عليها، مع بعض الأجناس والأنواع الممثلة، هي كالآتي:

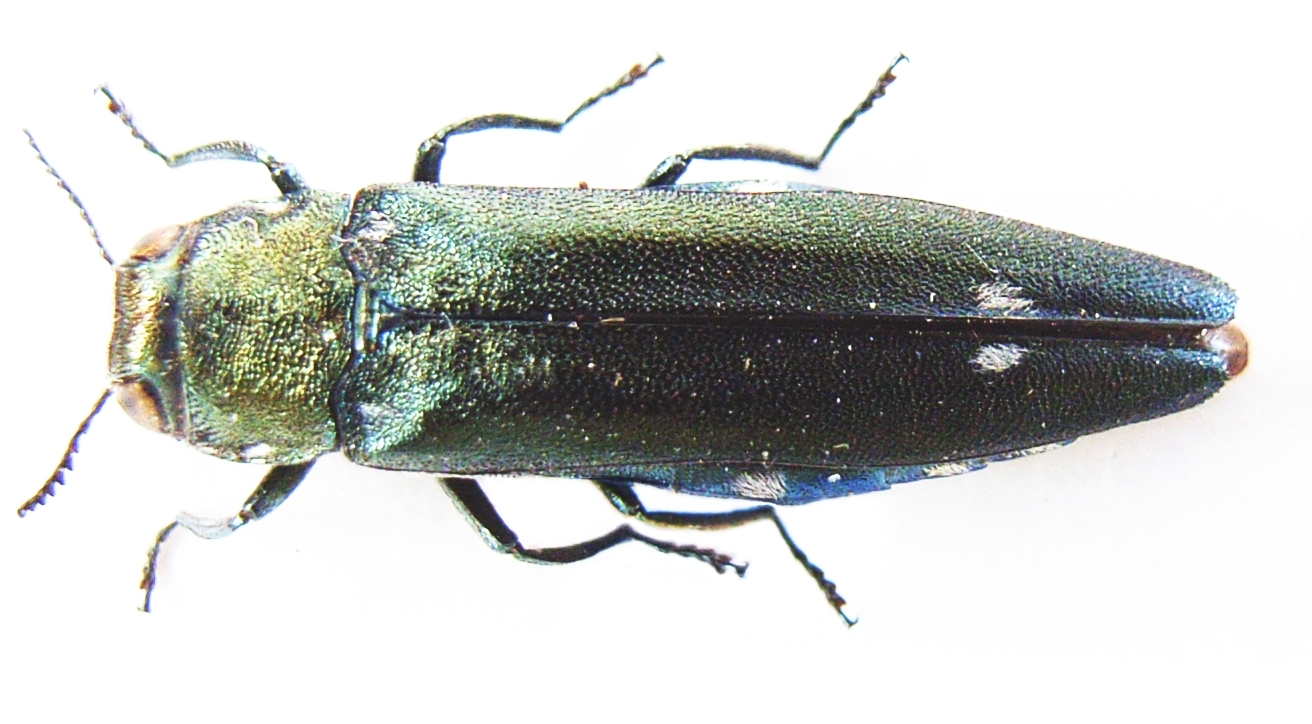
خنفساء قلف البلوط (Oak Splendour Beetle) (Agrilus biguttatus) عينة(Agrilinae)

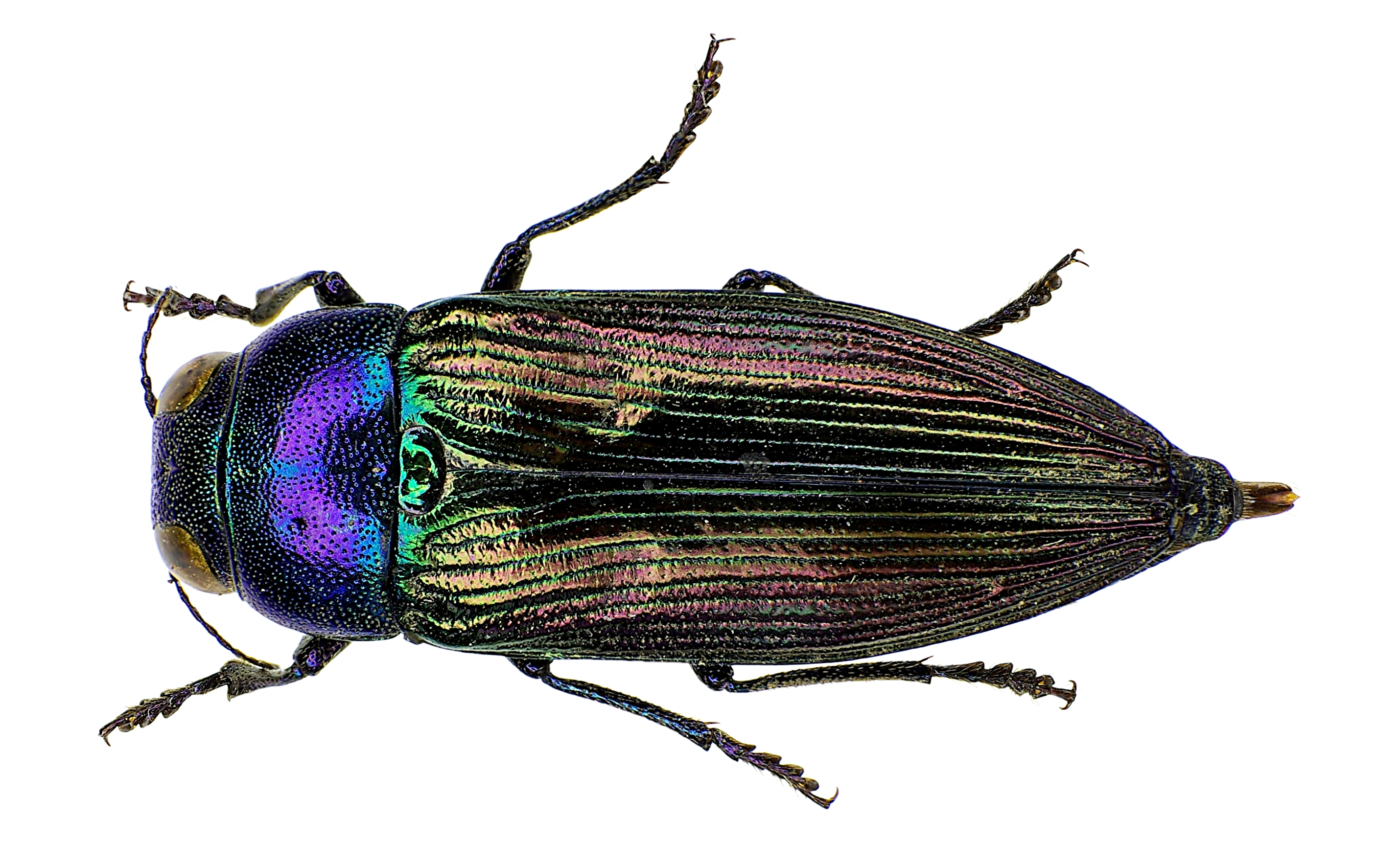
Eurythyrea austriaca عينة (الناصعات)

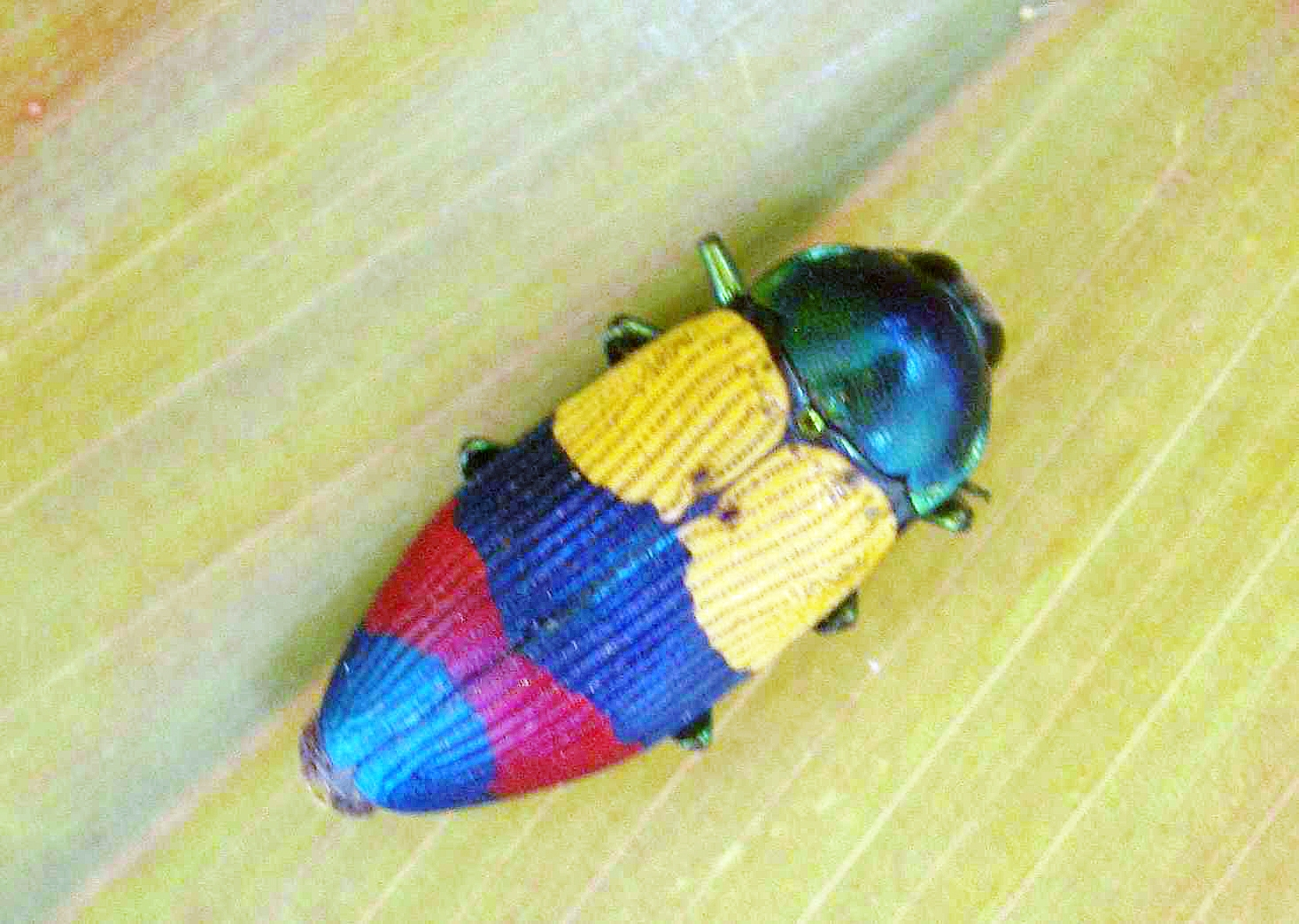
Temognatha alternata,خنفساء ناصعة طولها 2.6سم من كوكتاون (أستراليا)

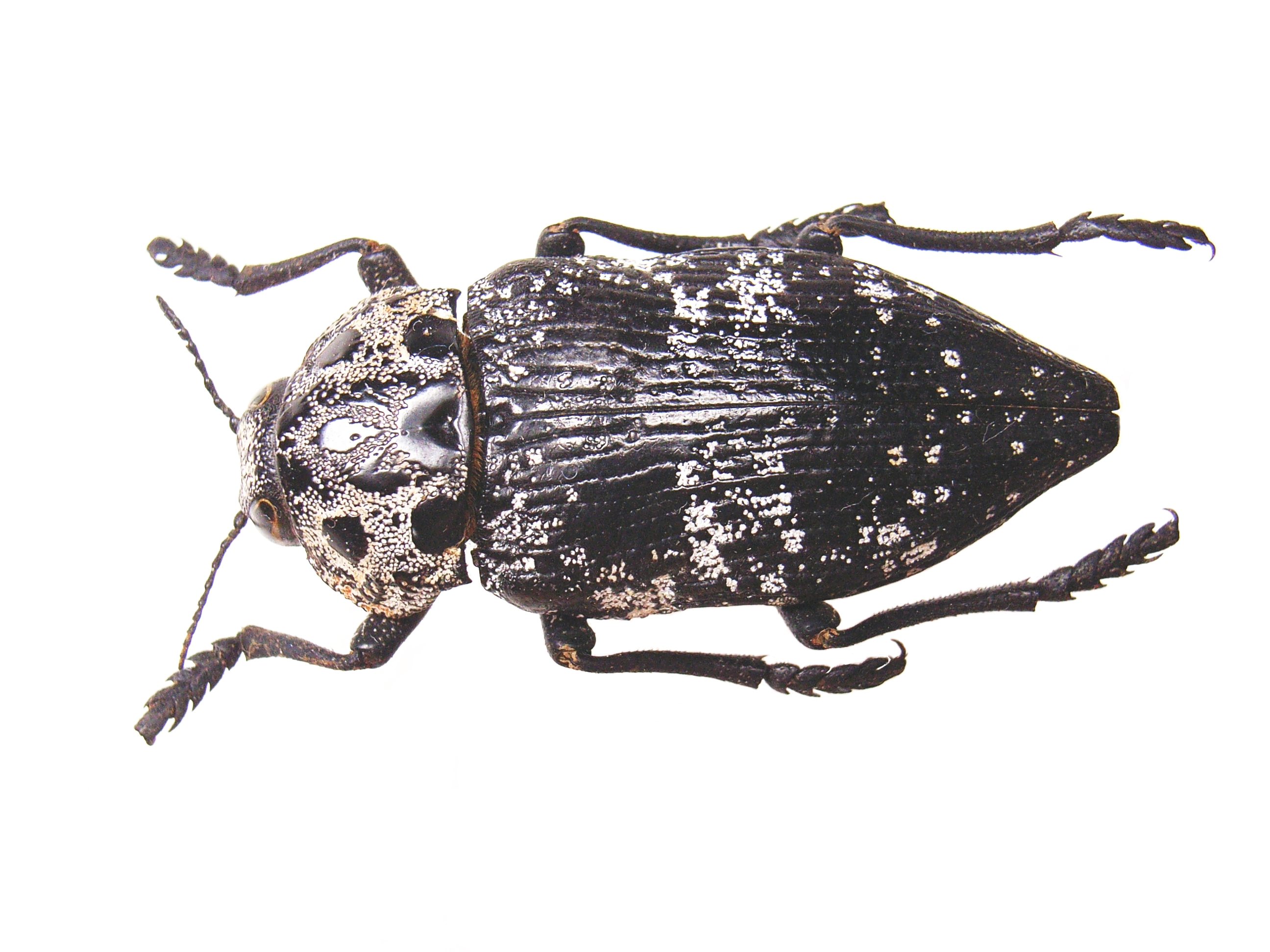
Capnodis cariosa عينة (Chrysochroinae)

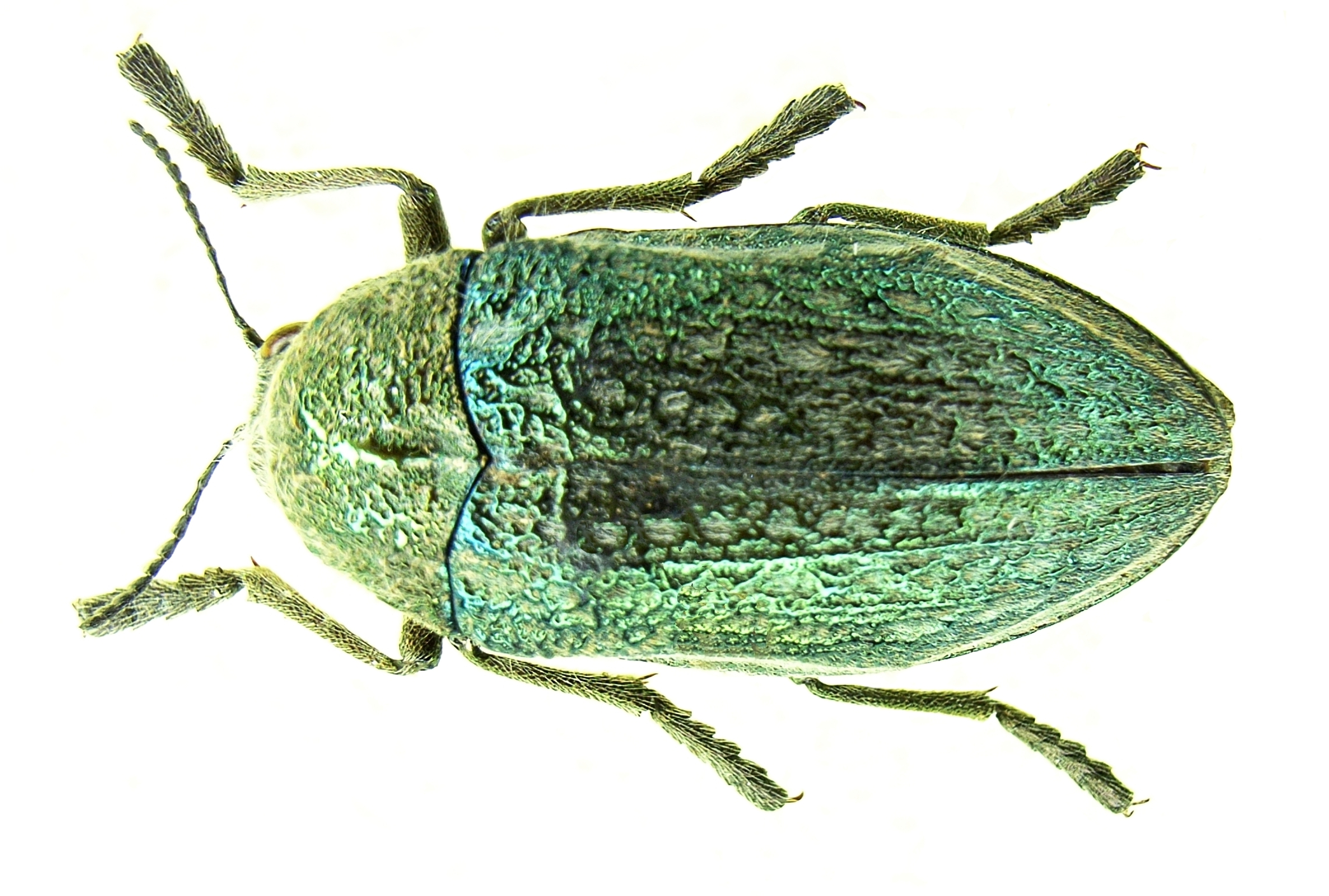
Julodis ehrenbergii عينة من اليونان (فنزوزية)

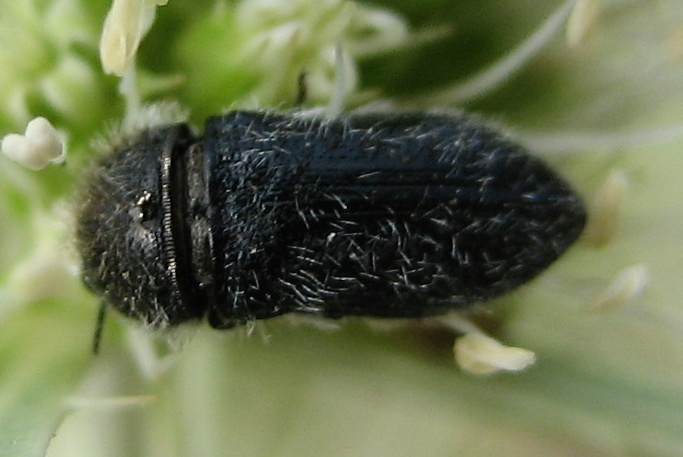
Acmaeodera عينة (Polycestinae)

Agrilinae –؛ العالمي، مع معظم الأصناف التي توجد في نصف الكرة الشمالي
- ناصعة
- Anodontodora Obenberger, 1931
- Asymades Kerremans, 1893
- Brachys
- Chalcophlocteis Obenberger, 1924
- Discoderoides Théry, 1936
- Entomogaster Saunders, 1871
- Ethiopoeus Bellamy, 2008
- Madecorformica Bellamy, 2008
- Meliboeus
- Pachyschelus
- Paracylindromorphus
- Paradorella Obenberger, 1923
- Pseudokerremansia
- Strandietta Obenberger, 1931

الناصعات – عالمية
- Agrilozodes
- عوثك
- Bubastoides
- ناصعة
- Calodema – توجد فقط في أستراليا وفي غينيا الجديدة، وغالبًا في الغابات المطيرة
- Castiarina – ما يقرب من 500 نوع، لا توجد إلا في أستراليا وغينيا الجديدة، تم اعتبارها سابقًا جنسا فرعيا خاصًا بـStigmodera
- صرعانة
- Colobogaster
- Conognatha
- Eurythyrea
- Hiperantha
- Metaxymorpha – توجد فقط في أستراليا وفي غينيا الجديدة وإندونيسيا، وغالبًا في الغابات المطيرة
- Stigmodera –؛ تبقى 7 أنواع هنا
- Temognatha – ما يقرب من 83-85 نوعًا، لا توجد إلا في أستراليا وغينيا الجديدة، تم اعتبارها سابقًا جنسًا فرعيًا من Stigmodera

Chrysochroinae
- خنفساء خرامة
- Chalcophora
  - Chalcophora japonica – مسطح الرأس حافر الأخشاب, ubatamamushi (اليابانية)
- Chrysochroa
- Chrysodema Laporte & Gory, 1835 (= Cyalithoides)
- Halecia
- Lampetis Dejean, 1833 – أحيانًا ما تندرج تحت قبيلة Psilopterini, ولكن في الحقيقة ليس شديدة القرب من Psiloptera (وضعت مبدئيًا هنا)
- Lampropepla
- Perotis
- Psiloptera (وضعت هنا مبدئيًا)

Galbellinae
- Galbella

فنزوزية
- آتا
- Amblysterna
- فنزوز صغير
- فنزوز
- زموح حديث
- Sternocera

Polycestinae
- Acmaeodera

## وصلات خارجية
- Julodini
- Jewel beetle site, with extensive lists of species and many photos
- Flickr Images
- ZinRus Impressive photos.
- The World of Jewel Beetles (Buprestidae Home Page)
- Jewel beetles of Prague, with pictures
- Jewel beetles depicted on postage stamps
- Jewel beetles can hear fires, short summary of a JEB-Paper
- قائمة المراجع
- Taiwanese Site Images تسمية ثنائية
- Images of types at NHM(London)
- Hampshire Museum - Beetles in jewelry